# PV-1000
PV-1000 è una console per videogiochi programmabile prodotta da Casio e commercializzata in Giappone nel 1983. Nello stesso anno Casio ha messo in commercio anche un home computer chiamato PV-2000; i due sistemi hanno i controller tra loro compatibili ma non i giochi. Sono stati prodotti circa 15 videogiochi, tra i quali conversioni di popolari arcade come Amidar, Dig Dug e Pooyan. Quello stesso anno Casio commercializzò altri due computer MSX chiamati PV-7 e PV-16. La PV-1000 fu inizialmente venduta a 14,800¥.
Casio non riuscì a raggiungere una quota di mercato significativa, nonostante vendette questa console per 3 anni.

## Caratteristiche
- CPU: NEC µPD780C con frequenza di clock di 3.579 MHz (clone del Z80A)
- RAM: 2 KB + 1 KB per il generatore di caratteri
- Risoluzione: 256×192
- Colori: 8

## Giochi
Sono stati commercializzati solo 15 giochi (di 13 si hanno notizie) per il Casio PV-1000.
- Pooyan (GPA-101)
- Super Cobra (GPA-102)
- Tutankham (GPA-103)
- Amidar  (GPA-104)
- Dig Dug (GPA-105)
- Warp & Warp (GPA-106)
- Turpin (clone di Turtles)  (GPA-107)
- Pachinko UFO (emulatore di pachinko) (GPA-109)
- Fighting Bug (clone di Lady Bug) (GPA-110)
- Space Panic (GPA-111)
- Naughty Boy (GPA-112)
- Dirty Chameleon (GPA-114)
- Excite Mahjong (GPA-115)